# Chiesa di San Pier Maggiore (Pistoia)
La chiesa di San Pier Maggiore è una chiesa pistoiese dell'VIII secolo.

## Storia e descrizione

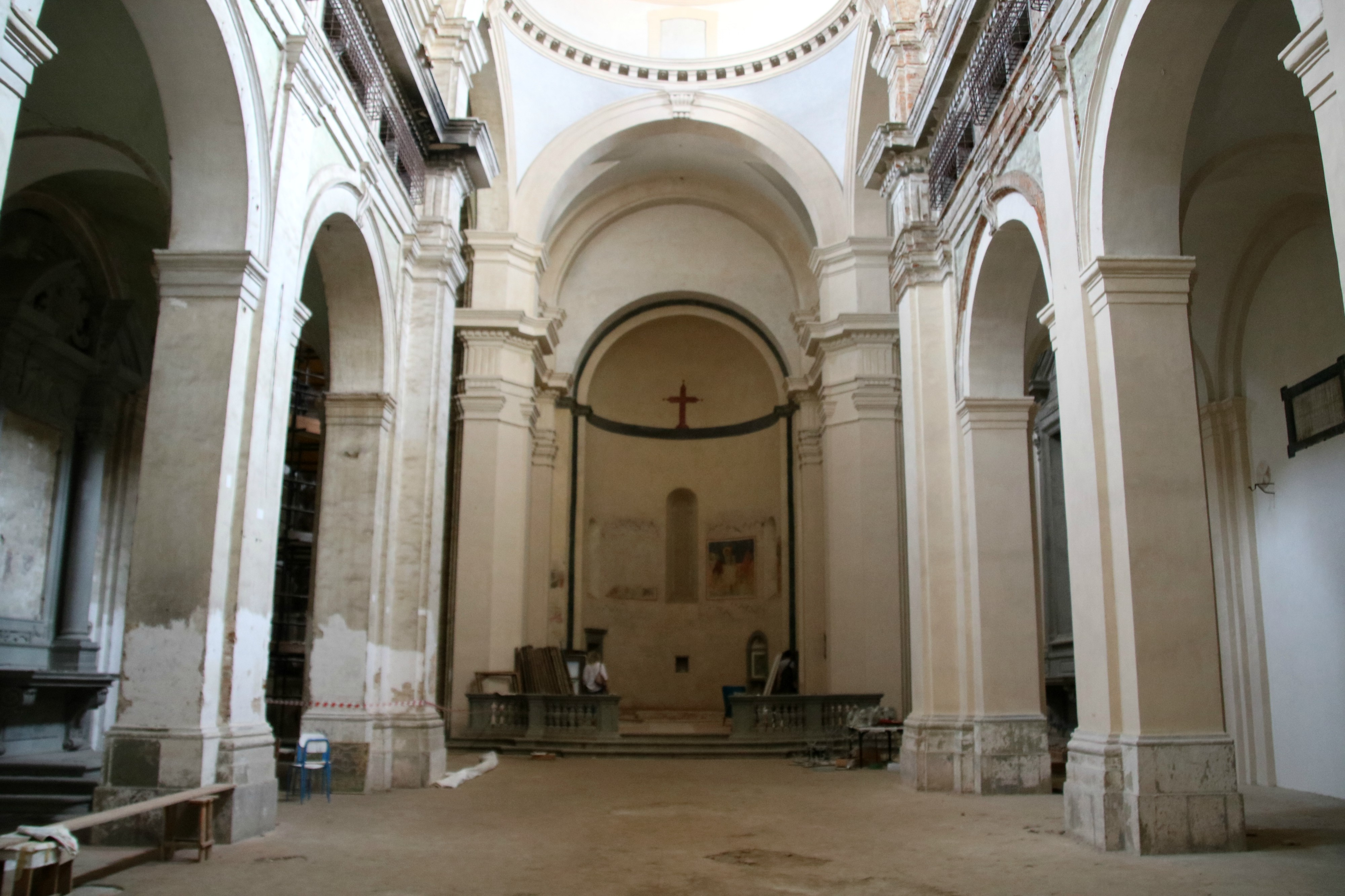
L'interno

La sua origine risale forse all'epoca longobarda (748), all'VIII secolo, quando alcuni storici fanno il nome di un certo Guinifredo. Nel convento annesso fin dal 1091 furono ospitate le monache benedettine provenienti dall'antico cenobio di Campanelliana.
Il paramento murario esterno è l'ultima testimonianza della stagione del policromismo pistoiese; ampliata nel 1086 e poi ancora nel 1124, assunse le forme attuali nel 1263. L'architrave del portale di centro è forse opera dell'officina di Guido da Como, che vi raffigurò Gesù che porge le chiavi a san Pietro, circondato dalla Vergine e dagli apostoli. La facciata conserva l'originario aspetto romanico e ripete lo schema pentapartito con decorazione dicroma già sperimentato nella vicina San Bartolomeo in Pantano, con una fantasiosità nella scelta dei temi illustrati e nel repertorio decorativo che non ha uguali in Pistoia.
Per questa chiesa Gerino Gerini dipinse tra 1505 e 1509 una Sacra Conversazione oggi al Museo Civico.
Nel 1640 l'interno fu completamente ristrutturato e arricchito di decorazioni di gusto barocco. Nel 1778 la parrocchia venne unita a quella di San Pietro in Cappella e poi venne passata, con effetto dal 1799 alla chiesa della Santissima Annunziata.
Oggi la chiesa è sconsacrata e negli spazi conventuali annessi ha sede il liceo artistico "Petrocchi". Nel matroneo, con accesso dal Liceo Artistico, è collocata la raccolta di gessi dello scultore pistoiese Andrea Lippi (1888-1916).

### Matrimonio mistico

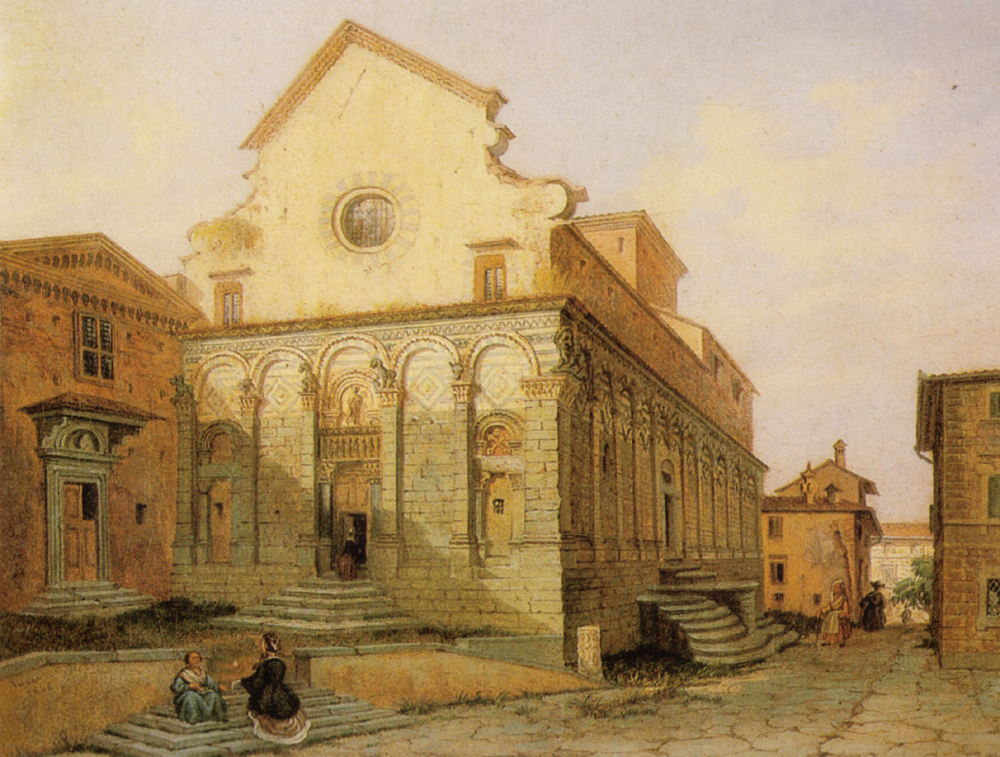
La chiesa in una tela paesaggistica del 1865

Come attestato da una minuziosa cronica del 1561 un matrimonio mistico fra il nuovo vescovo della diocesi di Pistoia e la badessa del monastero di San Pietro veniva celebrato in questa chiesa (analogamente a come avveniva nell'omonimo monastero a Firenze), in quanto la badessa del monastero di San Pietro tradizionalmente simboleggiava la Chiesa pistoiese. Il nuovo vescovo entrava in città da porta Lucchese (a ricordo della nascita della diocesi come scorporo di quella di Lucca) su un cavallo bianco e poi si dirigeva alla chiesa di San Pier Maggiore dove avvenivano le simboliche nozze. I due "sposi" si sedevano nella cerimonia su un fastoso letto, che simboleggiava la "consumazione" (in seguito edulcorata con la più pudica seduta su due seggioloni); poi il vescovo consegnava un anello alla badessa e prendeva la via per la cattedrale.